# Dufaycolor

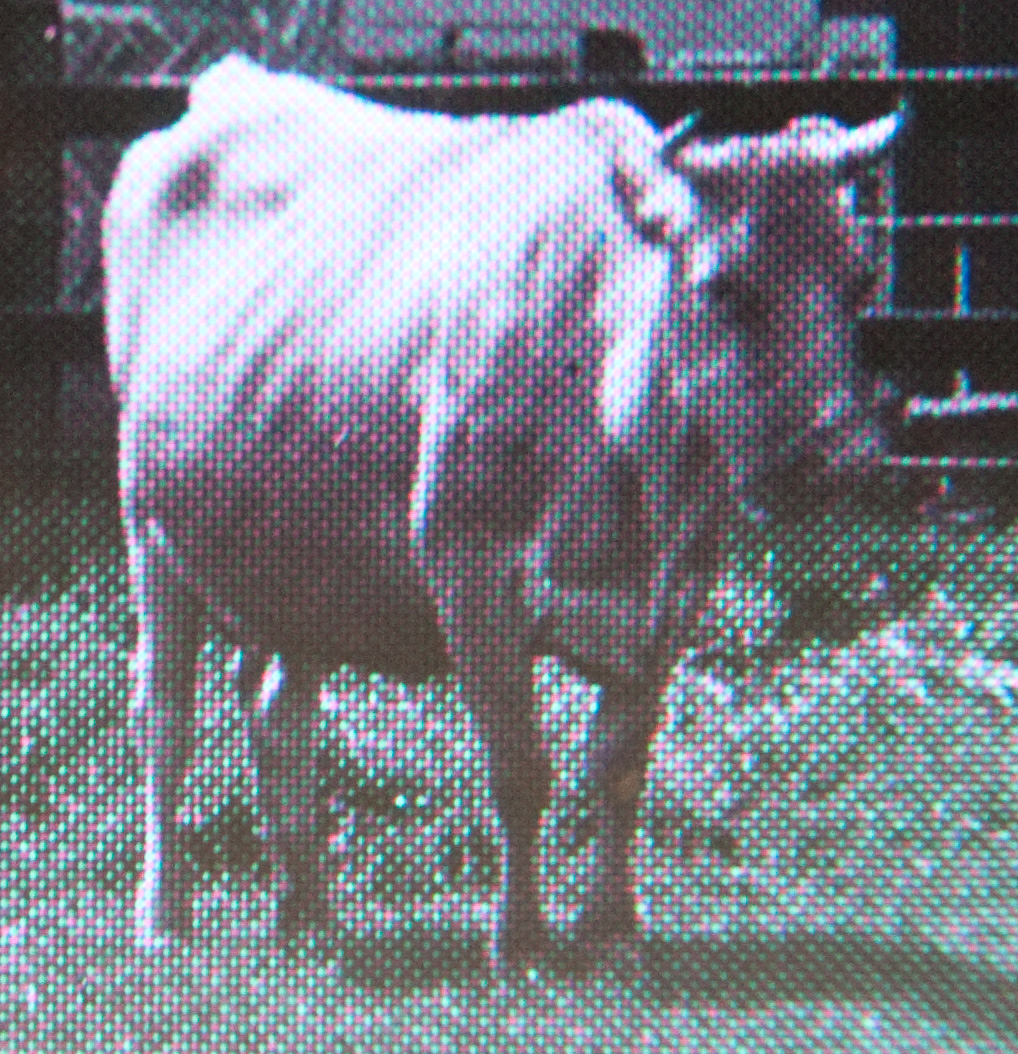
Fotografía realizada con dufaycolor donde se puede apreciar la superposición de los colores.

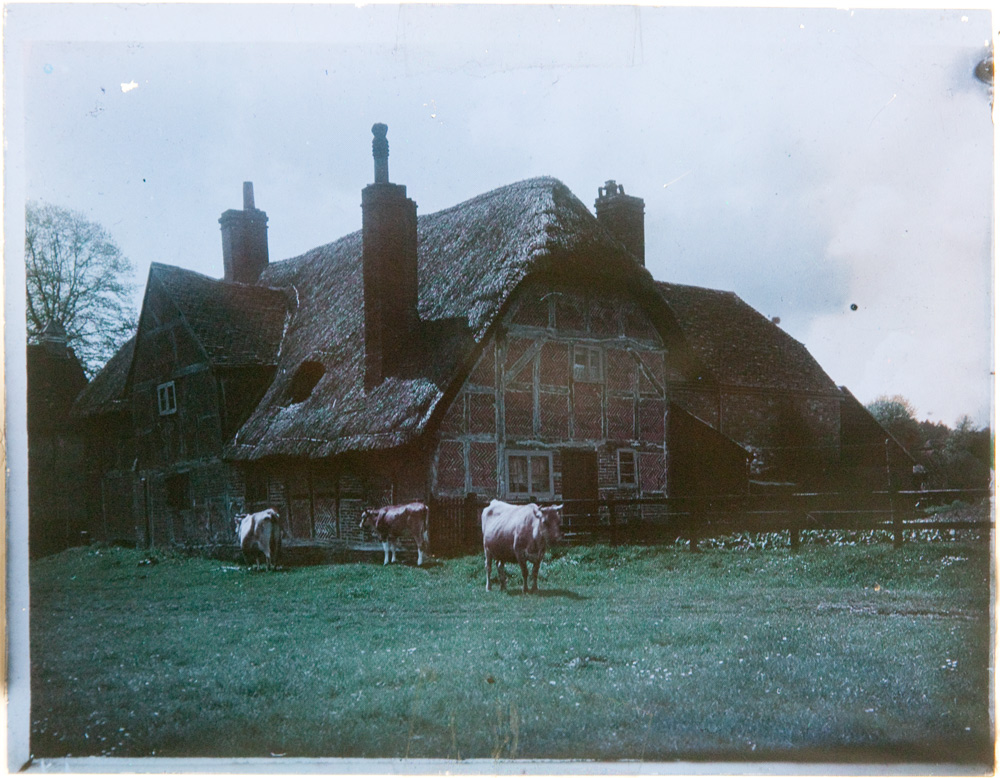
Fotografía en color tomada mediante el proceso Dufaycolor.

El Dufaycolor es un proceso aditivo de color de película fotográfica usado tempranamente en Francia y Reino Unido tanto para películas animadas como para fotografías. Está basado en el proceso fotográfico de pantalla a cuatro colores inventado por el francés Louis Dufay en 1908. El Dufaycolor trabajaba bajo los mismos principios que el proceso Autochrome, pero conseguía sus resultados mediante un método ligeramente distinto.

## Proceso

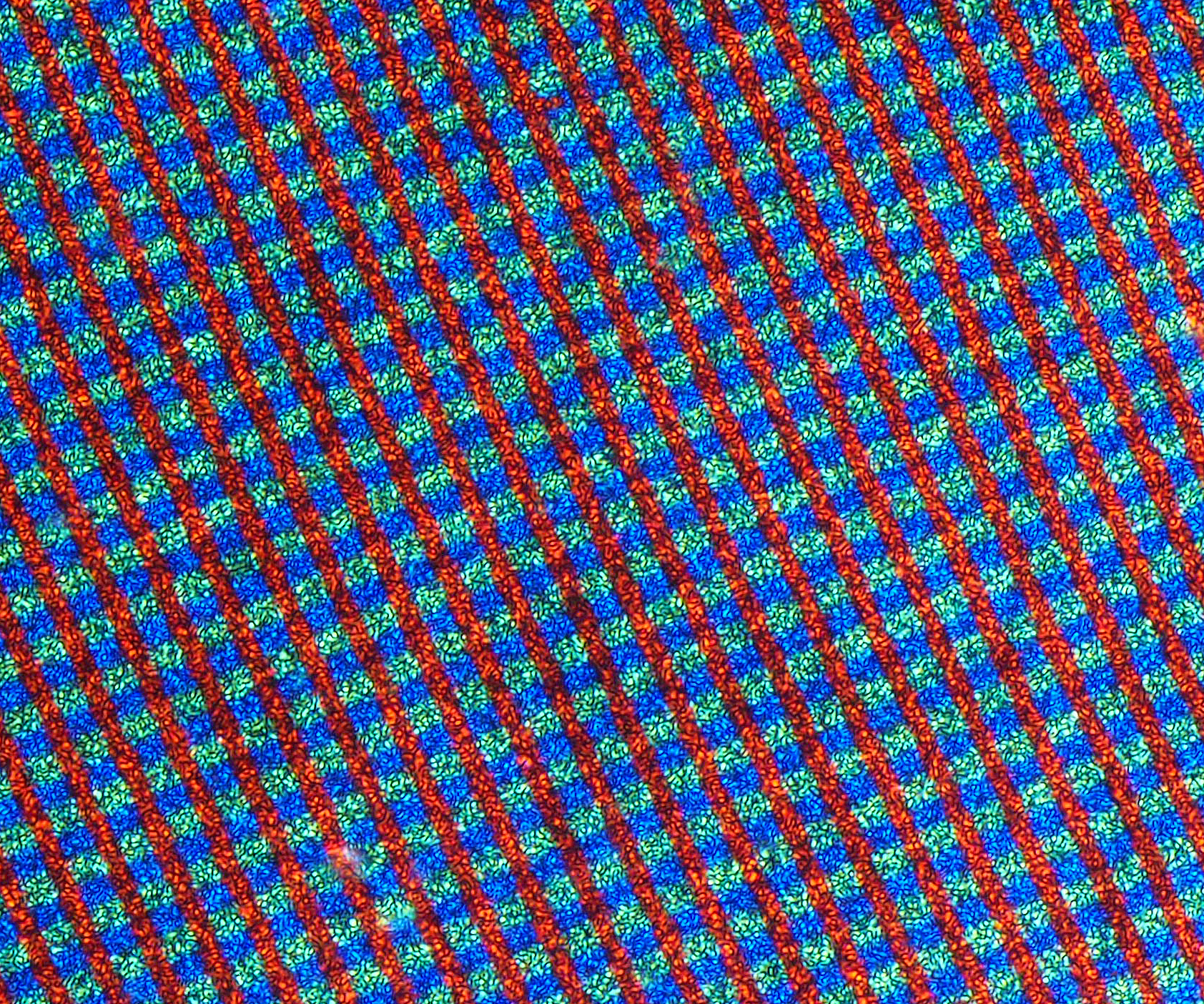
Primer plano del filtro de la máscara de red incorporada en la base de una transparencia Dufaycolor

La obtención del filtro de la máscara de red  en la película era un proceso muy complicado y exigente. La base de película de acetato se recubría primero con una capa azul. A continuación, una capa de tinta de base grasosa resistente se imprimía en líneas diagonales con un ángulo de 23º. Las líneas restantes se blanqueaban y posteriormente se teñían de verde. Después se retiraba la primera resistencia y se aplicaba una nueva capa de líneas de resistencia a un ángulo de 90° respecto a las dos primeras líneas. Las líneas restantes se blanqueaban de nuevo y posteriormente se teñían de rojo. Como resultado de este proceso se formaba un patrón que estaba formado de rectángulos azules y verdes en combinación con líneas rojas más delgadas de forma que todos los trozos cubrían áreas de medida idéntica. Finalmente se aplicaba un barniz.
A pesar de que el patrón era muy fino, estaba formado con entre 19 a 25 líneas por milímetro, o sea, unos 230.000 trozos por centímetro cuadrado, todavía era visible a la pantalla debido al alto grado de aumento al ser proyectado. Sin embargo, la pantalla regular del proceso Dufaycolor estaba mucho mejor adaptada a las imágenes en movimiento que la de otros procesos.
La ventaja principal era que el rodaje, el revelado y la proyección se podía llevar a cabo con el equipo habitual para el cine en blanco y negro, el que convertía este proceso en una alternativa viable y trueque al Technicolor.
Dado que hasta el 80% de la luz era absorbida por los filtros, todos los procesos fotográficos de síntesis requiere una gran cantidad de luz, tanto para la exposición como para la proyección. Para compensar la absorción de luz, los colorantes Dufaycolor tenía curvas de transmisión espectral superpuestas, el que causaba la desaturación de los colores, por lo tanto, los tonos parecían apagados.
La impresión a partir de negativos ponía problemas porque ocurrían interferencias cuando dos patrones regulares se superponían unos sobre otros, produciendo un artefacto llamado moiré. Teóricamente había dos soluciones a este problema. O bien el negativo y la impresión se tenían que alinear perfectamente o el patrón del negativo tenía que ser destruido en el proceso de impresión. Dado que la primera solución era imposible debido a las muy pequeñas tolerancias necesarias, la segunda solución se aplicaba con una máscara de apertura en combinación con luz difusa. Problemas similares surgen cuando la película de Dufaycolor tenía que ser digitalizada, puesto que el patrón diagonal de la película y la estructura de píxeles ortogonales interfieren por igual. Por lo tanto, el escaneado requiere una resolución muy alta y una fuente de luz con tres bandas estrechadas para la transmisión espectral en colores primarios, similar a las utilizadas en el proceso de impresión Dufaycol
En 1926 la empresa fabricadora de papel Spicers compró este proceso, para posteriormente financiar una investigación para hacer el proceso factible en películas animadas, lo que se consiguió finalmente en 1932.

## Uso en películas
Dufaycolor se usó en dos largometrajes británicos: Radio Parade of 1935 (1934) y Sons of the Sea (1939), dirigida por Maurice Elvey, así como en algunos cortometrajes documentales,
El largometraje español de dibujos animados Garbancito de la Mancha (1945) fue el primero filmado totalmente a color en Europa, y en él se utilizó el procedimiento DufayChrome.